# سالار عشقی
سلیمان تیزابی معروف به سالارعشقی (زاده ۱۳۰۷ در تهران -) کارگردان، نویسنده، تهیه‌کننده و مدیر فیلم‌برداری سینمای ایران بود.

## زندگی‌نامه
سالار عشقی متولد ۱۳۰۷ تهران است. وی فعالیت هنری را سال ۱۳۲۸ با تأسیس استودیوی عکاسی شروع کرد و در سال ۱۳۳۰ استودیو «آسیا فیلم» را نیز تأسیس کرد. کار فیلم‌سازی را از سال ۱۳۳۲ با ساخت فیلم «ناکام» شروع کرد که البته نمایش داده نشد.

## فیلم‌شناسی
| سال  | نام فیلم            | کارگردان | نویسنده | تهیه‌کننده | فیلمبردار | توضیحات        |
| ---- | ------------------- | -------- | ------- | --------- | --------- | -------------- |
| ۱۳۴۸ | از بهشت تا جهنم     | آری      | آری     | آری       | آری       | نمایش داده نشد |
| ۱۳۴۶ | زیبای خطرناک        | آری      | آری     | آری       | آری       |                |
| ۱۳۳۸ | از پاریس برگشته     |          |         | آری       | آری       |                |
| ۱۳۳۸ | چک یک میلیون تومانی |          | آری     | آری       | آری       |                |
| ۱۳۳۸ | داماد میلیونر       | آری      | آری     | آری       | آری       |                |
| ۱۳۳۷ | چهل طوطی            |          |         |           | آری       |                |
| ۱۳۳۵ | دزدان معدن          |          |         |           | آری       |                |
| ۱۳۳۵ | طلسم شیطان          |          | آری     | آری       | آری       |                |
| ۱۳۳۵ | کلاه غیبی           | آری      | آری     | آری       | آری       |                |
| ۱۳۳۴ | جادو                | آری      | آری     | آری       | آری       |                |
| ۱۳۳۲ | ناکام               | آری      |         |           |           | نمایش داده نشد |